# Auloserpusia impennis
Auloserpusia impennis är en insektsart som beskrevs av Rehn, J.A.G. 1914. Auloserpusia impennis ingår i släktet Auloserpusia och familjen gräshoppor. Inga underarter finns listade i Catalogue of Life.